# Степичев Василь Васильович
Василь Васильович Степичев (1 січня 1901 — 1 лютого 1982) — радянський військовик, військовий льотчик, генерал-полковник авіації (з 1955 року). Депутат Верховної Ради УРСР 3—4-го скликань. Кандидат у члени ЦК КПУ в 1952—1956 р.

## Біографія
Народився 1 січня 1901 (або 1903) року в місті Катеринославі (тепер місто Дніпро) в родині робітника-ливарника. Трудову діяльність розпочав у 1914 році учнем, потім робітником Катеринославського металургійного заводу.
З 1918 року — у червоногвардійському Брянському загоні, потім — у Червоній армії. Член РКП(б) з 1919 року. Служив у стрілецькому полку, у розвідці і на політичній роботі. У 1922 році закінчив окружні військово-політичні курси Приволзького військового округу, у 1923 році закінчив повторне відділення військових комісарів Приволзького військового округу. У 1927 році закінчив Військово-політичний інститут РСЧА імені Толмачова.
З липня 1927 року працював викладачем і головним керівником Тверської кавалерійської школи імені Комінтерну. В грудні 1928 року призначений військовим комісаром артилерійського полку, а з листопада 1930 року — військовий комісар 43-ї авіаційної ескадрильї 2-ї авіаційної бригади. У військово-повітряних силах з 1930 року.
З червня 1932 року навчався на курсах вдосконалення начальницького складу при Військово-повітряній академії, а з листопада 1932 року — в 1-й Військовій школі льотчиків імені Мясникова, яку закінчив у червні 1933.
У 1933 — 1934 роках — командир авіаційної ескадрильї у місті Вітебську. У 1934 — 1936 роках — командир 9-ї авіаційної ескадрильї 20-ї авіаційної бригади Забайкальського військового округу. У лютому 1936 року призначений командиром 2-ї авіаційної бригади 8-ї Одеської школи пілотів. З червня 1937 року — командир авіаційної бригади 3-ї військової школи льотчиків імені Ворошилова.
1 червня 1938 року був арештований органами НКВС, відсидів 1 рік та 10 місяців. 1 квітня 1940 року звільнений із ув'язнення, а у жовтні 1940 року відновлений у кадрах РСЧА. Отримав призначення на посаду інспектора 36-ї авіаційної дивізії у Києві. З квітня 1941 року — командир 316-го розвідувального авіаційного полку в Проскурові.
Учасник радянсько-німецької війни з жовтня 1942 року. Командував 63-ю авіаційною дивізією, 228-ю штурмовою авіаційною дивізією, 2-м (3-м гвардійським) штурмовим авіаційним корпусом. Після війни продовжував служити у ВПС. З 5 березня 1946 до листопада 1948 року — командувач 4-ї Повітряної армії. З листопада 1948 року — заступник головнокомандувача ВПС із бойової підготовки.
У 1951—1954 роках командував ВПС (57-ю Повітряною армією) Прикарпатського військового округу. Закінчив Вищу військову академії імені Ворошилова. З 1956 року — командувач 1-ї Повітряної армії. З 1958 року — старший військовий радник командувача ВПС і ППО Чехословацької армії.
З лютого 1962 року — у відставці. Працював заступником голови Київської секції Радянського комітету ветеранів війни, заступником голови науково-методичної ради з пропаганди військових знань і військово-патріотичного виховання при правлінні Київської міської організації товариства «Знання». Був позаштатним членом Партійної комісії при ЦК КПУ.
Помер 1 лютого 1982 року. Похований в Києві на Байковому кладовищі.

## Нагороди
- орден Леніна
- три ордени Червоного Прапора
- орден Суворова ІІ ст.
- орден Кутузова І ст.
- орден Богдана Хмельницького І ст.
- медалі
- Почесна грамота Президії Верховної Ради Української РСР (2.12.1969)